# ديفيد ديوب
ديفيد ديوب (بالفرنسية: David Diop)‏ هو شاعر وسياسي سنغالي، ولد في 9 يوليو 1927 في بوردو في فرنسا، وتوفي في 29 أغسطس 1960.

## روابط خارجية
- ديفيد ديوب على موقع الموسوعة البريطانية (الإنجليزية)